# Stiftung Rheinland-Pfalz für Kultur
Die Stiftung Rheinland-Pfalz für Kultur ist eine rechtsfähige Stiftung des öffentlichen Rechts mit Sitz in Mainz.
Zweck der Stiftung ist die Förderung von Kunst und Kultur im Land Rheinland-Pfalz. Die Stiftung fördert insbesondere den Erwerb und die Sicherung besonders wertvoller Kunstgegenstände und Kulturgüter, bedeutsame Vorhaben der Dokumentation und Präsentation (z. B. Ausstellungen, Konzerte, Inszenierungen, Veröffentlichungen und Filmproduktionen) sowie besondere Aufgaben der Förderung von Künstlerinnen und Künstlern sowie Kulturstätten. Die zur Erfüllung des Stiftungszwecks notwendigen Mittel stammen aus den Kapitalerträgen des Stiftungsvermögens sowie aus laufenden Spenden und sonstigen Zuwendungen.
Die Stiftung wurde am 17. Dezember 1991 von der Landesregierung gegründet und das Stiftungsvermögen besteht aus Erlösen aus der Privatisierung von Landesbeteiligungen sowie sonstigen Zuführungen des Landes Rheinland-Pfalz und Zuwendungen Dritter.
Stiftungsorgane sind der Vorstand und das Kuratorium. Der Vorstand besteht aus dem Ministerpräsidenten, der Finanzministerin, der Ministerin für Familie, Frauen, Integration und Kultur und dem Justizminister des Landes Rheinland-Pfalz. Vorstandsvorsitzender ist derzeit Ministerpräsident Alexander Schweitzer.
Das Kuratorium besteht aus bis zu 16 Personen, von denen vier Landtagsabgeordnete sind und die weiteren Mitglieder von der Landesregierung benannt werden. Derzeitiger Vorsitzende ist die Ministerin für Familie, Frauen, Integration und Kultur, Katharina Binz.